# Гай Аврелій Котта (консул 200 року до н. е.)
Гай Аврелій Котта (лат. Caius Aurelius Cotta; ? — після 200 до н. е.) — політичний та військовий діяч часів Римської республіки, консул 200 року до н. е.

## Життєпис
Походив з роду нобілів Авреліїв. Син консула і тріумфатора Першої Пунічної війни Гая Аврелія Котти. Про молоді роки мало відомостей. 
У 202 році до н. е. став міським претором. У 200 році до н. е. обрано консулом разом з Публієм Сульпіцієм Гальбою Максимом. Рушив до Цизальпійської Галлії, де повстали галльські племена інсумбрів, бойїв та ценоманів, підбурювані карфагенським військовиком Гамількаром. Проте, ще до того, як Аврелій досяг цієї провінції, галли були розбиті претором Луцієм Фурієм Пурпуріоном. Останньому сенат надав тріумф. Образившись, Котта зостався у провінції, де розпочав грабувати галлів, намагаючись багатством надолужити втрату військової слави. Про подальшу долю його немає відомостей.